# Jerko Matulić
Jerko Matulić (ur. 20 kwietnia 1990 w Supetarze) – chorwacki piłkarz ręczny, prawoskrzydłowy, od 2019 zawodnik Wisły Płock.
Reprezentant Chorwacji, uczestnik mistrzostw świata (2011, 2017). Zwycięzca Ligi SEHA z RK Zagrzeb w sezonie 2012/2013 i finalista Ligi Mistrzów z HBC Nantes w sezonie 2017/2018.

## Kariera sportowa
W latach 2010–2014 był zawodnikiem RK Zagrzeb, z którym zdobył cztery mistrzostwa Chorwacji i cztery Puchary Chorwacji. W sezonie 2012/2013 wygrał ze swoją drużyną Ligę SEHA, rzucając w rozegranym 14 kwietnia 2013 meczu finałowym z macedońskim Vardarem Skopje (25:24) sześć bramek. Będąc graczem zespołu z Zagrzebia, w ciągu czterech sezonów rozegrał w Lidze Mistrzów 39 spotkań, w których zdobył 34 gole.
W latach 2014–2016 był zawodnikiem Chambéry Savoie. W jego barwach rozegrał we francuskiej ekstraklasie 44 mecze i zdobył 158 goli. W sezonie 2015/2016, w którym w 12 spotkaniach rzucił 32 bramki, dotarł ze swoim zespołem do Final Four Pucharu EHF. W latach 2016–2018 był graczem HBC Nantes, z którym zdobył Puchar Francji (2016/2017), Superpuchar Francji (2017) oraz srebrny i brązowy medal mistrzostw kraju. W barwach HBC Nantes rozegrał we francuskiej ekstraklasie 46 meczów i rzucił 62 bramki. Ponadto w sezonie 2017/2018, w którym wystąpił w 19 spotkaniach i zdobył 16 goli, zajął z Nantes 2. miejsce w Lidze Mistrzów.
W 2018 przeszedł do Azotów-Puławy. W Superlidze zadebiutował 1 września 2018 w wygranym meczu z Zagłębiem Lubin (35:24), w którym zdobył pięć goli. W sezonie 2018/2019 rozegrał w polskiej lidze 24 spotkania i rzucił 79 bramek. Ponadto wystąpił w sześciu spotkaniach Pucharu EHF, w których zdobył 14 goli. Na początku sierpnia 2019 został zawodnikiem Wisły Płock, z którą podpisał półroczny kontrakt (płocki klub zdecydował się na pozyskanie zawodnika ze względu na kilkumiesięczną absencję podstawowego prawoskrzydłowego, Michała Daszka).
W 2010 uczestniczył w mistrzostwach Europy U-20 na Słowacji, w których rozegrał siedem meczów i zdobył 22 gole. Z reprezentacją Chorwacji seniorów brał udział w mistrzostwach świata w Szwecji (2011; rozegrał dziewięć meczów i rzucił dziewięć bramek) i w mistrzostwach świata we Francji (2017; wystąpił w pięciu meczach).

## Sukcesy
RK Zagrzeb
- Liga SEHA: 2012/2013
- Mistrzostwo Chorwacji: 2010/2011, 2011/2012, 2012/2013, 2013/2014
- Puchar Chorwacji: 2010/2011, 2011/2012, 2012/2013, 2013/2014

HBC Nantes
- Puchar Francji: 2016/2017
- Superpuchar Francji: 2017
- 2. miejsce w Lidze Mistrzów: 2017/2018

## Statystyki
| Klub                            | Sezon     | Liga      | Liga | Liga | Liga |
| Klub                            | Sezon     | Liga      | M    | B    | Śr.  |
| ------------------------------- | --------- | --------- | ---- | ---- | ---- |
| Chambéry Savoie                 | 2014/2015 | LNH       | 24   | 75   | 3,1  |
| Chambéry Savoie                 | 2015/2016 | LNH       | 20   | 83   | 4,2  |
| Chambéry Savoie                 | Razem     | Razem     | 44   | 158  | 3,6  |
| HBC Nantes                      | 2016/2017 | LNH       | 22   | 32   | 1,5  |
| HBC Nantes                      | 2017/2018 | LNH       | 24   | 30   | 1,3  |
| HBC Nantes                      | Razem     | Razem     | 46   | 62   | 1,3  |
| Azoty-Puławy                    | 2018/2019 | Superliga | 24   | 79   | 3,3  |
| Stan na koniec sezonu 2018/2019 |           |           |      |      |      |